# Эрви-ле-Шатель (кантон)
Эрви́-ле-Шате́ль (фр. Ervy-le-Châtel) — упразднённый кантон во Франции, находился в регионе Шампань — Арденны, департамент Об. Входил в состав округа Труа. Всего в кантон Эрви-ле-Шатель входили 16 коммун, из них главной коммуной являлась Эрви-ле-Шатель.
По закону от 17 мая 2013 и декрету от 14 февраля 2014 года количество кантонов в департаменте Об уменьшилось с 34 до 17. Новое территориальное деление департаментов на кантоны вступило в силу во время выборов 2015 года, и кантон Эрви-ле-Шатель был расформирован. С 22 марта 2015 года все коммуны кантона перешли в кантон Экс-ан-От.

## Коммуны кантона
| Коммуна          | Население, чел. (2006) | Почтовый индекс | Код INSEE |
| ---------------- | ---------------------- | --------------- | --------- |
| Вильнёв-о-Шмен   | 198                    | 10130           | 10422     |
| Вонон            | 191                    | 10130           | 10441     |
| Давре            | 247                    | 10130           | 10122     |
| Курсан-ан-От     | 99                     | 10130           | 10107     |
| Куртау           | 77                     | 10130           | 10108     |
| Ле-Крут          | 113                    | 10130           | 10118     |
| Мароль-су-Линьер | 317                    | 10130           | 10227     |
| Монтиньи-ле-Мон  | 258                    | 10130           | 10251     |
| Монфе            | 132                    | 10130           | 10247     |
| О-Пюизо          | 234                    | 10130           | 10133     |
| Осон             | 966                    | 10130           | 10018     |
| Расин            | 195                    | 10130           | 10312     |
| Сен-Фаль         | 521                    | 10130           | 10359     |
| Шамуа            | 462                    | 10130           | 10074     |
| Шесси-ле-Пре     | 527                    | 10130           | 10099     |
| Эрви-ле-Шатель   | 1 174                  | 10130           | 10140     |

## Население
| 1962 | 1968 | 1975 | 1982 | 1990 | 1999 | 2006 | 2012 |
| ---- | ---- | ---- | ---- | ---- | ---- | ---- | ---- |
| 4787 | 5289 | 5042 | 5187 | 5341 | 5424 | 5746 | 5808 |